# Leo Fender
Clarence Leonidas Fender (10 de agosto de 1909 — 21 de março de 1991), foi um construtor de guitarras estadunidense, fundador da Fender Electric Instrument Manufacturing Company, atualmente conhecida como Fender Musical Instruments Corporation, e posteriormente fundou a Music Man. Após vender a Music Man para a companhia Ernie Ball, Leo e George Fullerton, seu sócio e engenheiro da Fender, fundaram a G&L, fabricando instrumentos com o que havia de melhor dos Fender e Music Man. Introduziu o baixo elétrico no mercado estadunidense em 1951.
Nasceu em Anaheim, Califórnia. Na sua adolescência, adorava manipular rádios. Pouco a pouco foi se interessando pelos amplificadores.
A ideia de uma guitarra elétrica de corpo maciço o atraía. Começou a fazer contato com músicos de country e blues, sondando a receptividade que teria seu projeto, e a princípios dos anos 40 construiu um protótipo que alugava aos músicos de sua região, chegando a ficar bastante popular. Pouco tempo depois, fundou a companhia K&F, onde dedicou-se principalmente à fabricação de guitarras elétricas e amplificadores, mas só durou até 1946, quando Leo fundou a Fender.

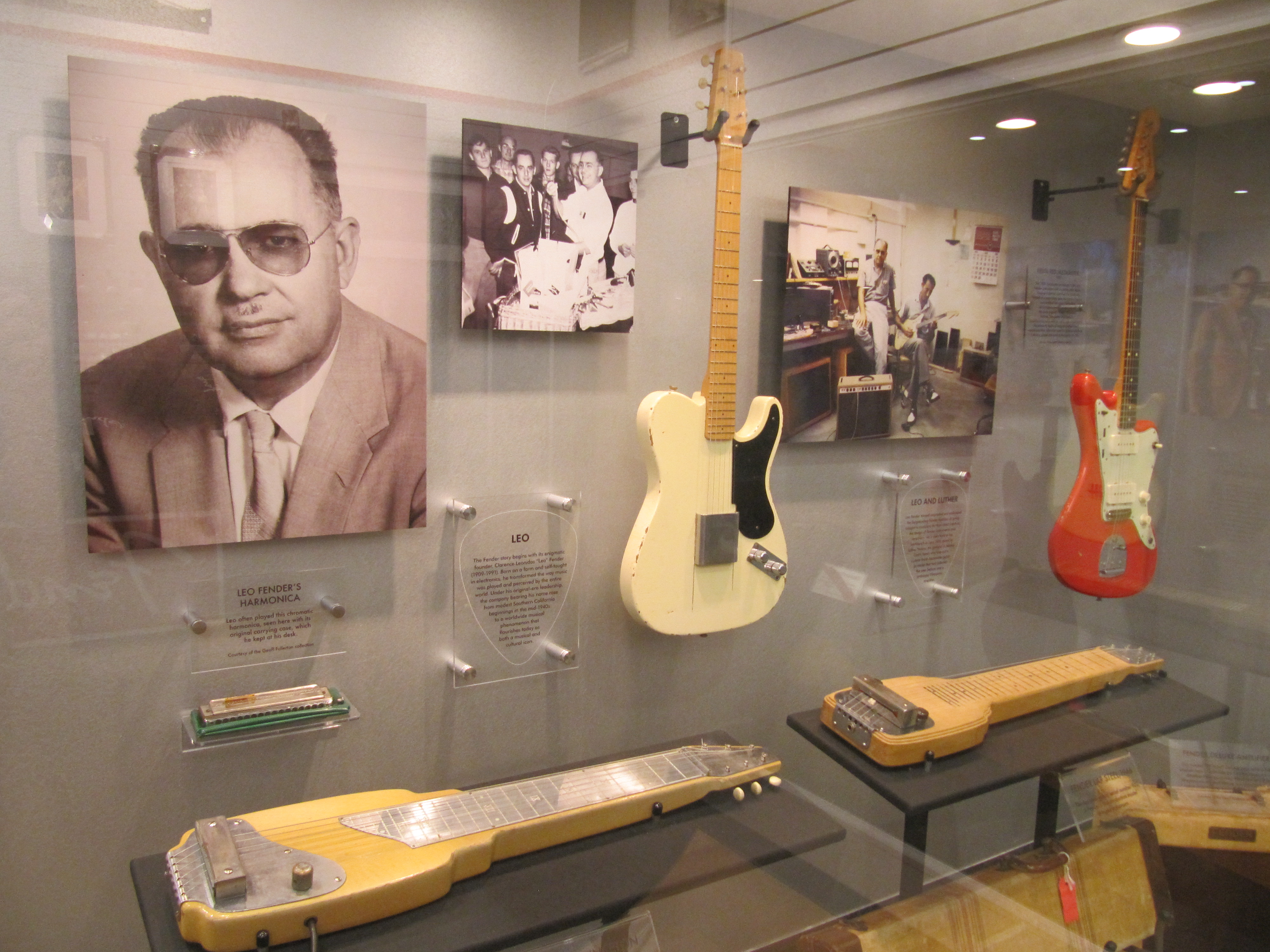
Leo Fender e seus primeiros modelos no Fender Guitar Factory museum.

Em 1948, George Fullerton juntou-se a Fender e os dois desenharam o modelo Broadcaster de guitarra elétrica, que em pouco tempo mudou o seu nome para Telecaster. introduziu seu primeiro modelo de baixo elétrico, o Precision, em 1951, Em 1954 lançou-se a guitarra Stratocaster, com um design totalmente inovador, os primeiros modelos começaram a ser vendidos em 15 de maio de 1954. A Stratocaster foi iconizada por Buddy Holly na cor vermelha e posteriormente pelos Beatles com George Harrison e John Lennon ambos usando o modelo na cor azul claro no álbum Rubber Soul, em seguida Jimi Hendrix com ajuda da namorada compra sua primeira stratocaster, no verão de 1966, ainda no mesmo ano ele estraçalha sua Strat (como ficou apelidada) durante o concerto de sua despedia da Inglaterra, atuação que perpetua sua fama com a guitarra e depois com suas performances no Festival Pop de Monterey, na California, em 1967 e em seguida no Festival de Woodstock em 1969; além de muitos outros grandes artistas dos anos 60 usando a famosa guitarra.
Em 1965, Fender vendeu a sua empresa à CBS por 13 milhões de dólares, quando estava com problemas de saúde. Algum tempo depois, a sua saúde melhorou e voltou à CBS/Fender durante um breve período. Abandonou a CBS em 1970 para Fundar a Music Man a qual até hoje fabrica instrumentos semelhantes aos fenders, muitas vezes com melhoramentos, dado que Leo Fender e George Fullerton continuaram a desenhar e projetar as guitarras com ênfase na qualidade na G&L. Os instrumentos G&L vem com certificado de autenticidade assinado por Phillis Fender, viúva de Leo Fender! Leo Dedicou a vida a inovação de instrumentos, amplificadores e outros. Faleceu em março de 1991.